# 13. Königlich Sächsisches Infanterie-Regiment Nr. 178
Das 13. Königlich Sächsische Infanterie-Regiment Nr. 178 war ein Infanterieverband der sächsischen Armee.

## Geschichte

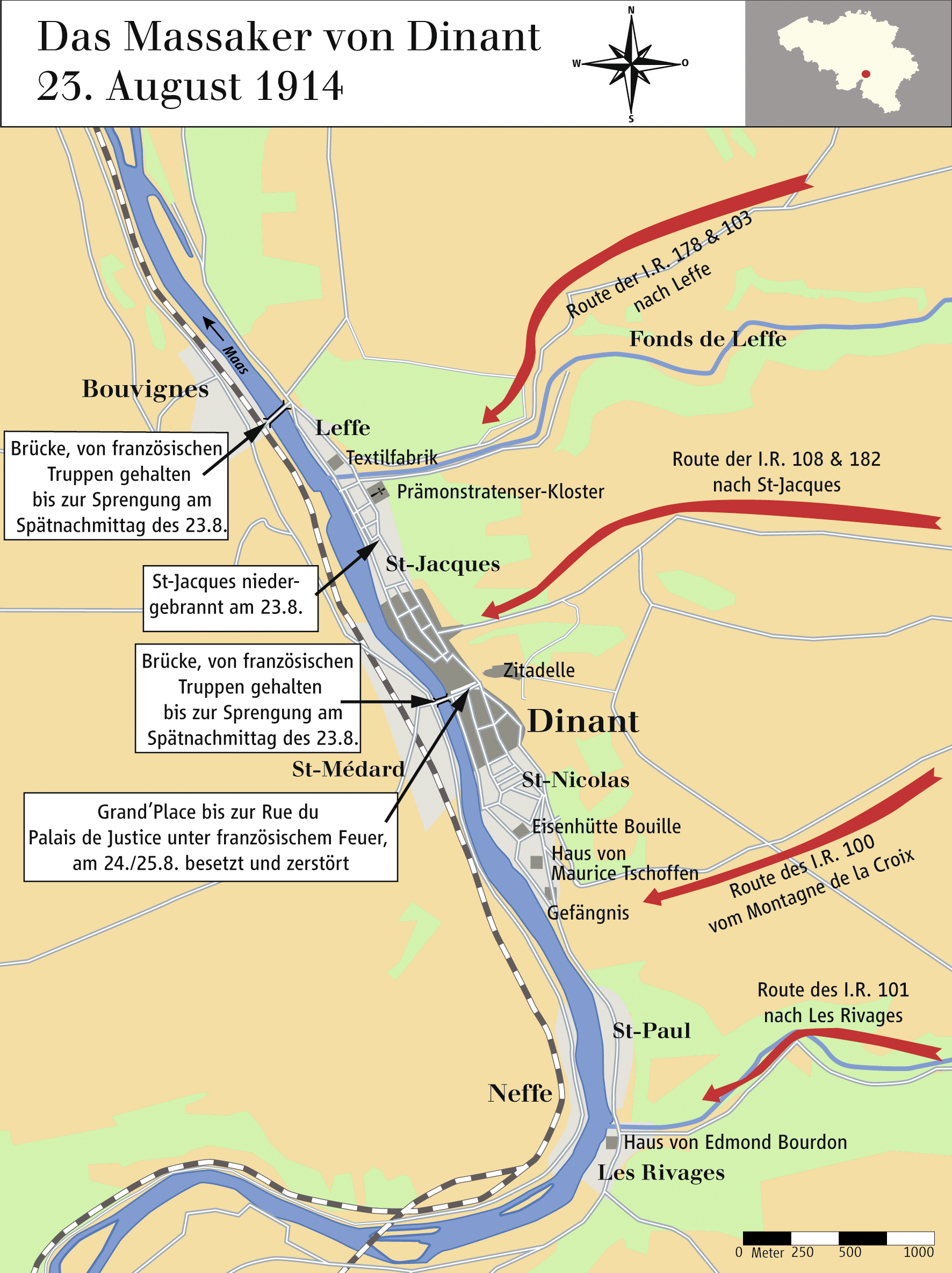
Anmarsch des Infanterie-Regiment Nr. 178 auf der nördlichen Route

Die Geschichte reicht bis zur Aufstellung am 1. April 1897 zurück.
Das Regiment nahm am Ersten Weltkrieg, zunächst an der Westfront, dann der Ostfront und schließlich wieder im Westen, teil.
Im Geschehen zum Massaker von Dinant am 23. August 1914 ist die Beteiligung des Regiments bekannt.
Am 1. April 1919 wurde das Infanterie-Regiment 178 nach der Demobilisierung in Kamenz aufgelöst.